# Новоколомино
Новоколомино — село в Чаинском районе Томской области России. Входит в состав Коломинского сельского поселения. Население 248 чел. (2021) .

## География
Находится в центральной части региона, у реки Кулега-1, протоки Ягодная и реки Обь.
Климат
Находится на территории, приравненной к районам Крайнего Севера.

## История
В соответствии с Законом Томской области от 10 сентября 2004 года № 205-ОЗ село вошло в состав образованного муниципального образования Коломинское сельское поселение.

## Население
| 1995 | 1996 | 1997 | 1998 | 1999 | 2002 | 2010 | 2012 | 2013 |
| ---- | ---- | ---- | ---- | ---- | ---- | ---- | ---- | ---- |
| 372  | ↗380 | ↗390 | ↘381 | ↗387 | ↘357 | ↗381 | ↘355 | ↘343 |
| 2014 | 2015 | 2021 |      |      |      |      |      |      |
| ↘340 | ↘333 | ↘248 |      |      |      |      |      |      |

Национальный состав
Согласно результатам переписи 2002 года, в национальной структуре населения русские составляли 95 % из общей численности населения в 357 человек.

## Инфраструктура
Новоколоминская средняя общеобразовательная школа.

## Транспорт
Проходит Северный широтный коридор.